# ラーチャブリー駅
ラーチャブリー駅（ラーチャブリーえき、タイ語:สถานีรถไฟราชบุรี）は、タイ王国中部ラーチャブリー県ムアンラーチャブリー郡にある、タイ国有鉄道南本線の駅である。

## 概要
ラーチャブリー駅は、タイ王国中部ラーチャブリー県の県庁所在地であり、人口19万人が暮らすムアンラーチャブリー郡にある。町の中心部に位置する為、利便性が良く駅の正面側（西側）が、市街地である。1日に30本（15往復）の列車が発着しその内訳は、特急4往復、急行2往復、快速4往復、普通5往復である。一等駅であり、全列車が停車する駅でもある。当駅に発着するバンコク発着の列車は、トンブリー駅とクルンテープ・アピワット中央駅、クルンテープ駅の3箇所からの発着である為注意が必要である。優等列車は全てクルンテープ・アピワット中央駅発着であり、クルンテープ駅から特急列車利用で2時間程度である。

## 歴史
タイ国有鉄道南本線は東北本線、北本線に次ぐ3番目の幹線として1899年に着工された。南本線は前記2線とは異なり始めから1,000mm軌間を採用して敷設された。（前記2線は当初は標準軌間である1,435mmで敷設されたがその後1,000mm軌間に改軌された。）
1903年6月19日に旧トンブリー駅 - ペッチャブリー駅間が開業し、当駅もそれに伴い開業。
- 1903年6月19日 【開業】旧トンブリー駅 - ペッチャブリー駅 (150.49km)

## 駅構造
単式切欠きホーム1面1線をもつ地上駅であり、駅舎はホームに面している。蒸気機関車時代の給水設備がホームの両側に、現在でも残っている。

## 駅周辺
- ラーチャブリーバスターミナル (2km)